# Madu
Madu je tradicionalno indijsko orožje, ki je hkrati obrambno in napadalno orožje.
Madu je sestavljen iz dveh rogov antilope, ta dva rogova pa povezuje manjši ščit, ki varuje pest. Vojščak je nosil madu v levi roki (v desni pa meč) in ga je primarno uporavljal za odvračanje sovražnikovih udarcev, lahko pa je tudi zabodel bližnjega sovražnika.